# Emanuil Gjaurov
Emanuil Gjaurov (en bulgare : Емануил Михайлов Гяуров), né le 6 novembre 1934, à Sofia, en Bulgarie, est un ancien joueur bulgare de basket-ball.